# Кубок Германии по футболу 2022/2023
Ку́бок Герма́нии по футбо́лу 2022/2023 (нем. DFB-Pokal 2022/23) — 80-й розыгрыш кубка Германии по футболу. Турнир начался 29 июля 2022 года, а финал состоялся 3 июня 2023 года, как принято с 1985 года, в Берлине на Олимпийском стадионе.
Победитель Кубка Германии получает путёвку в групповой этап Лиги Европы. Если он уже квалифицировался в Лигу чемпионов или Лигу Европы через Бундеслигу, то есть занял первые пять мест в чемпионате, то команда, занявшая шестое место в чемпионате, попадёт в групповой этап Лиги Европы, а команда, занявшая седьмое место, получит путёвку в раунд плей-офф Лиги конференций.
Титул обладателя кубка защитил «РБ Лейпциг», победив в финальной встрече франкфуртский «Айнтрахт» со счётом 2:0.

## Участники
| Бундеслига все 18 участников сезона 2021/22 | Вторая Бундеслига все 18 участников сезона 2021/22 | Третья Лига лучшие 4 команды сезона 2021/22 |
| - Бавария - Боруссия Дортмунд - Байер 04 - РБ Лейпциг (О) - Унион Берлин - Фрайбург - Кёльн - Майнц 05 - Хоффенхайм - Боруссия Мёнхенгладбах - Айнтрахт Франкфурт - Вольфсбург - Бохум - Аугсбург - Штутгарт - Герта - Арминия Билефельд (II) - Гройтер Фюрт (II) | - Шальке 04 (I) - Вердер (I) - Гамбург - Дармштадт 98 - Санкт-Паули - Ханденхайм - Падерборн 07 - Нюрнберг - Хольштайн - Фортуна Дюссельдорф - Ганновер 96 - Карлсруэ - Ганза Росток - Зандхаузен - Ян - Динамо Дрезден (III) - Эрцгебирге (III) - Ингольштадт 04 (III) | - Магдебург (II) - Айнтрахт Брауншвейг (II) - Кайзерслаутерн (II) - Мюнхен 1860 |
| Представители национальных ассоциаций 24 команды от 21 региональной ассоциации DFB, как правило, выигравших Фербандспокаль сезона 2021/22 | | |
| - Баден Вальдхоф (III) - Бавария Байройт (III) Иллертиссен (IV) - Берлин Виктория 1889 (IV) - Бранденбург Энерги (IV) - Бремен Бремер (IV) - Гамбург Тевтония Оттензен (IV) - Гессен Киккерс Оффенбах (IV)                                                        | - Мекленбург-Передняя Померания Нойштрелиц (V) - Центральный Рейн Виктория Кёльн (III) - Нижний Рейн Штрален (IV) - Нижняя Саксония Реден (IV) Блау-Вайсс Лоне (IV) - Рейнланд Энгерс (V) - Саар Эльферсберг (III) - Саксония Кемницер (IV)                             | - Саксония-Анхальт Айнхайт Вернигероде (V) - Шлезвиг-Гольштейн Любек (IV) - Южный Баден Оберахерн (V) - Юго-Запад Шотт Майнц (V) - Тюрингия Карл Цейсс (IV) - Вестфалия Рёдингхаузен (IV) Кан-Мариенборн (IV) - Вюртемберг Штутгартер Киккерс (V) |
| Уровень лиги в скобках: I = Бундеслига • II = Вторая Бундеслига • III = Третья Лига • IV = Региональная лига • V = Оберлига | | |

## Расписание
Матчи Кубка Германии будут сыграны в следующие даты:
- Первый раунд: 29 июля — 1 августа и 30/31 августа 2022 года
- Второй раунд: 18/19 октября 2022 года
- 1/8 финала: 31 января/1 февраля и 7/8 февраля 2023 года
- 1/4 финала: 4/5 апреля 2023 года
- 1/2 финала: 2/3 мая 2023 года
- Финал: 3 июня 2023 года

## Первый раунд
Жеребьёвка первого раунда состоялась 29 мая 2022 года. Жеребьёвку проводил бывший игрок сборной Германии Кевин Гросскройц, роль директора жеребьёвки взял на себя вице-президент DFB Петер Фраймут.
Первый раунд считается «Игровым днём действий по защите климата», кампанией, инициированной Немецким футбольным союзом с целью привлечь внимание к проблемам окружающей среды и климата. По этой причине все матчи начинались на одну минуту позже запланированного времени. В течение этой минуты по громкоговорителям на стадионах звучали объявления на тему защиты климата.
| Команда 1           | Результат      | Команда 2              |
| ------------------- | -------------- | ---------------------- |
| Нойштрелиц          | 0:8            | Карлсруэ               |
| Кан-Мариенборн      | 0:2            | Нюрнберг               |
| Динамо Дрезден      | 0:1            | Штутгарт               |
| Мюнхен 1860         | 0:3            | Боруссия Дортмунд      |
| Виктория 1889       | 0:3            | Бохум                  |
| Штрален             | 3:4            | Санкт-Паули            |
| Эльферсберг         | 4:3            | Байер 04               |
| Ян                  | 2:2 (4:3 пен.) | Кёльн                  |
| Иллертиссен         | 0:2            | Хайденхайм             |
| Любек               | 1:0            | Ганза                  |
| Байройт             | 1:3 (д.в.)     | Гамбург                |
| Айнхайт Вернигероде | 0:10           | Падерборн 07           |
| Штутгартер Киккерс  | 2:0            | Гройтер Фюрт           |
| Киккерс Оффенбах    | 1:4            | Фортуна Дюссельдорф    |
| Карл Цейсс          | 0:1            | Вольфсбург             |
| Реден               | 0:4            | Зандхаузен             |
| Бремер              | 0:5            | Шальке 04              |
| Кайзерслаутерн      | 1:2 (д.в.)     | Фрайбург               |
| Оберахерн           | 1:9            | Боруссия Мёнхенгладбах |
| Блау-Вайсс Лоне     | 0:4            | Аугсбург               |
| Шотт Майнц          | 0:3            | Ганновер 96            |
| Энгерс              | 1:7            | Арминия Билефельд      |
| Рёдингхаузен        | 0:2 (д.в.)     | Хоффенхайм             |
| Айнтрахт Брауншвейг | 4:4 (6:5 пен.) | Герта                  |
| Эрцгебирге          | 0:3            | Майнц 05               |
| Вальдхоф            | 0:0 (5:3 пен.) | Хольштайн              |
| Кемницер            | 1:2 (д.в.)     | Унион                  |
| Энерги              | 1:2            | Вердер                 |
| Ингольштадт 04      | 0:3            | Дармштадт 98           |
| Магдебург           | 0:4            | Айнтрахт Франкфурт     |
| РБ Лейпциг          | 8:0*           | Тевтония Оттензен      |
| Виктория Кёльн      | 0:5            | Бавария                |

* Из-за проблем с полем у «Тевтонии» матч пришлось переносить в Лейпциг.

## Второй раунд
Жеребьёвка состоялась 4 сентября и была показана в прямом эфире ZDF. Пары были составлены парапловцом Йозиа Топф. Из-за своих физических ограничений участник летних Паралимпийских игр 2020 года использовал для жеребьёвки половник для супа. Впервые за время своего пребывания в должности президент Немецкого футбольного союза Бернд Нойендорф руководил процессом жеребьевки. Матчи состоялись 18 и 19 октября.
| Команда 1           | Результат      | Команда 2              |
| ------------------- | -------------- | ---------------------- |
| Любек               | 0:3            | Майнц 05               |
| Штутгартер Киккерс  | 0:2            | Айнтрахт Франкфурт     |
| Вальдхоф            | 0:1            | Нюрнберг               |
| РБ Лейпциг          | 4:0            | Гамбург                |
| Эльферсберг         | 0:1            | Бохум                  |
| Айнтрахт Брауншвейг | 1:2            | Вольфсбург             |
| Хоффенхайм          | 5:1            | Шальке 04              |
| Дармштадт 98        | 2:1            | Боруссия Мёнхенгладбах |
| Ганновер 96         | 0:2            | Боруссия Дортмунд      |
| Фрайбург            | 2:1 (д.в.)     | Санкт-Паули            |
| Аугсбург            | 2:5            | Бавария                |
| Зандхаузен          | 2:2 (8:7 пен.) | Карлсруэ               |
| Штутгарт            | 6:0            | Арминия Билефельд      |
| Падерборн 07        | 2:2 (5:4 пен.) | Вердер                 |
| Унион Берлин        | 2:0            | Хайденхайм             |
| Ян Регенсбург       | 0:3            | Фортуна Дюссельдорф    |

## 1/8 финала
Жеребьёвка 1/8 финала состоялась 23 октября и транслировалась в прямом эфире на канале ARD с 19:15 по центральноевропейскому времени. Мария Аснаймер, выступающая за команду «TuS Germania Lohauserholz-Daberg» из седьмого женского дивизиона, выступила в роли вытягивающего шаров при жеребьевке. С 93 голами в 33 матчах она стала лучшим бомбардиром страны в прошедшем сезоне по версии Немецкого футбольного союза и получила «Бомбардирскую пушку». Ответственным за жеребьёвку был назначен директор сборной Германии по футболу Оливер Бирхофф. Матчи состоятся 31 января и 1, 7 и 8 февраля 2023 года.
| Команда 1          | Результат      | Команда 2           |
| ------------------ | -------------- | ------------------- |
| Падерборн 07       | 1:2            | Штутгарт            |
| Унион Берлин       | 2:1            | Вольфсбург          |
| РБ Лейпциг         | 3:1            | Хоффенхайм          |
| Майнц 05           | 0:4            | Бавария             |
| Зандхаузен         | 0:2            | Фрайбург            |
| Айнтрахт Франкфурт | 4:2            | Дармштадт 98        |
| Нюрнберг           | 1:1 (5:3 пен.) | Фортуна Дюссельдорф |
| Бохум              | 1:2            | Боруссия Дортмунд   |

## 1/4 финала
Жеребьевка 1/4 финала состоялась 19 февраля 2023 года. Жеребьевку провела игрок женской сборной Германии Жаклин Мейснер, ответственным за жеребьёвку был назначен вице-президент Немецкого футбольного союза Петер Фраймут. Матчи пройду 4 и 5 апреля.
| Команда 1          | Результат | Команда 2         |
| ------------------ | --------- | ----------------- |
| Айнтрахт Франкфурт | 2:0       | Унион Берлин      |
| Бавария            | 1:2       | Фрайбург          |
| Нюрнберг           | 0:1       | Штутгарт          |
| РБ Лейпциг         | 2:0       | Боруссия Дортмунд |

## 1/2 финала
Жеребьевка 1/2 финала состоялась 9 апреля 2023 года. Жеребьевку проводил тренер сборной Германии по гандболу Альвред Гисласон. Посол Немецкого футбольного союза Томас Хитцльшпергер являлся ответственным за жеребьёвку. Матчи пройдут 2 и 3 мая.
| Команда 1 | Результат | Команда 2          |
| --------- | --------- | ------------------ |
| Фрайбург  | 1:5       | РБ Лейпциг         |
| Штутгарт  | 2:3       | Айнтрахт Франкфурт |

## Финал
| РБ Лейпциг | 2:0     | Айнтрахт Франкфурт |
| ---------- | ------- | ------------------ |
|            | (отчёт) |                    |